# راندولف اسکات
جرج راندولف اسکات (به انگلیسی: George Randolph Scott) (زاده ۲۳ ژانویه ۱۸۹۸ – درگذشته ۲ مارس ۱۹۸۷) هنرپیشه آمریکایی است.

## فیلم‌شناسی
از فیلم‌های او می‌توان به دلفریب، شی و از جان گذشتگان اشاره نمود.